# Тейковский уезд
Тейковский уезд — административно-территориальная единица Иваново-Вознесенской губернии, существовавшая в 1918—1929 годах.
Тейковский уезд был образован в 1918 году из частей Ковровского, Суздальского и Шуйского уездов Владимирской губернии. Первоначально в нём было 17 волостей: Алферьевская, Березовская, Златоустовская, Ивашковская, Кибергинская, Коварчинская, Кочневская, Крапивновская, Кулеберьевская, Лежневская, Миловская, Нельшинская, Петрово-Городищенская, Румянцевская, Сахтышская, Тейковская и Чернцкая.
17 октября 1918 года к уезду была присоединена Михалёвская волость (из Ковровского уезда). 13 января 1921 года Златоустовская, Кочневская и Михалёвская волости были переданы в Иваново-Вознесенский уезд. 
В 1924 году было произведено укрупнение волостей, и их осталось 6: Аньковская, Крапивновская, Лежневская, Миловская, Нерльская и Тейковская. 
В 1929 году Тейковский уезд, как и все остальные уезды Иваново-Вознесенской губернии, был упразднён. Его территория отошла к Шуйскому округу.